# 丹維爾 (密蘇里州)
丹維爾（英語：Danville）是位於美國密蘇里州蒙哥馬利縣的普查規定居民點。

## 歷史
丹維爾的郵局於1834年設立，其後於1942年停運。

## 人口
根據2020年美國人口普查的數據，丹維爾的面積為0.99平方千米，當中陸地面積為0.98平方千米，而水域面積為0.01平方千米。當地共有人口28人，而人口密度為每平方千米28.28人。